# Michel Valke
Machiel (Michel) Valke (Zwijndrecht, 24 augustus 1959) is een voormalig Nederlands voetballer. Als middenvelder speelde hij onder meer voor Sparta Rotterdam, PSV, Dordrecht'90, Feyenoord en Olympique Lyonnais. Ook speelde hij voor het Nederlands elftal. In 1995 zette hij een punt achter zijn carrière. Daarna was hij onder andere van 2001 tot 2007 actief als jeugdtrainer van Feyenoord.

## Carrière
Michel Valke maakte zijn professionele debuut in de eredivisie bij Sparta Rotterdam in het seizoen 1976/77 op 19 maart 1977 in het met 3-0 gewonnen thuisduel tegen FC Utrecht. Valke was toen 17  jaar. Als trainers maakte hij Cor Brom en Mircea Petescu mee, als spelers Ray Clarke, Wim Meutstege, Luuk Balkestein, Pim Verbeek, Adri van Tiggelen, Louis van Gaal, Arie van Staveren en Wout Holverda. Na in de zomer van 1979 door trainer Kees Rijvers te zijn gehaald, speelde Valke van 1979 tot 1982 voor PSV. Circa half 1982 vertrok hij, na een conflict met trainer Thijs Libregts, in zijn laatste contractjaar, 1982/83, op huurbasis naar Feyenoord. Nadat Libregts bekend maakte in juli 1983 de overstap naar Feyenoord te maken, besloot Valke een vernieuwd contact bij PSV te tekenen. Valke speelde vaak zeer dreigend vanaf de linkerzijlijn, met passes naar binnen vanaf de linkerzijlijn, die gevaarlijk pal voor het doel van de tegenstander belandden.  Zijn speelstijl was vergelijkbaar met die van linkermiddenvelder Willem van Hanegem. Valke speelde tot en met juni 1987 bij PSV, waarmee hij in 1986 en 1987 kampioen werd. Hierna vertrok hij naar Olympique Lyonnais, om in 1989 terug te keren bij Sparta. Hij sloot uiteindelijk zijn carrière in 1995 af bij Dordrecht'90, waar hij een jaar speelde.
In de periode van 1979 - 1986 kwam Valke 16 keer uit voor het Nederlands voetbalelftal. Hierin scoorde hij één keer, maar wel in eigen goal tegen Oostenrijk.
Nadat Valke zijn carrière had afgesloten, werd geconstateerd dat hij maar één functionerende nier had.
Na zijn actieve carrière was Valke 5 jaar hoofd opleidingen bij Dordrecht'90. Van 2001 tot 2007 was hij jeugdtrainer bij Feyenoord. In 2007 werd hij coördinator van Feyenoord's videoanalyseteam.

## Overzicht
| Seizoen   | Club               | Aantal wedstrijden | Doelpunten |
| --------- | ------------------ | ------------------ | ---------- |
| 1976-1979 | Sparta Rotterdam   | 66                 | 2          |
| 1979-1982 | PSV                | 82                 | 7          |
| 1982-1983 | Feyenoord          | 32                 | 5          |
| 1983-1987 | PSV                | 117                | 28         |
| 1987-1989 | Olympique Lyonnais | 30                 | 5          |
| 1989-1994 | Sparta Rotterdam   | 132                | 15         |
| 1994-1995 | FC Dordrecht       | 24                 | 2          |

## Erelijst
| Seizoen   | Club                      |
| --------- | ------------------------- |
| 1985-1986 | PSV - kampioen eredivisie |
| 1986-1987 | PSV - kampioen eredivisie |

1994-1995    Dordrecht'90 - kampioen 1e divisie
VI Voetballer van het jaar: 1983